# Stellar
Stellar (hangul: 스텔라) är en sydkoreansk tjejgrupp bildad år 2011 av The Entertainment Pascal.
Gruppen består av de fyra medlemmarna Gayoung, Minhee, Hyoeun och Jeonyoul.

## Medlemmar
| Artistnamn   | Artistnamn | Födelsenamn   | Födelsenamn | Födelsedatum    | Medlemstid |
| Romanisering | Hangul     | Romanisering  | Hangul      | Födelsedatum    | Medlemstid |
| Nuvarande    | Nuvarande  | Nuvarande     | Nuvarande   | Nuvarande       | Nuvarande  |
| ------------ | ---------- | ------------- | ----------- | --------------- | ---------- |
| Gayoung      | 가영       | Kim Ga-young  | 김가영      | 2 december 1991 | 2011-idag  |
| Minhee       | 민희       | Joo Min-hee   | 주민희      | 3 januari 1993  | 2012-idag  |
| Hyoeun       | 효은       | Lee Hyo-eun   | 이효은      | 16 mars 1993    | 2012-idag  |
| Jeonyoul     | 전율       | Jeon Yoo-ri   | 전유리      | 20 mars 1994    | 2011-idag  |
| Tidigare     |            |               |             |                 |            |
| Leeseul      | 이슬       | Kim Lee-seul  | 김이슬      | 14 juni 1990    | 2011-2012  |
| JoA          | 조아       | Cho Young-jin | 조영진      | 15 augusti 1991 | 2011-2012  |

## Diskografi

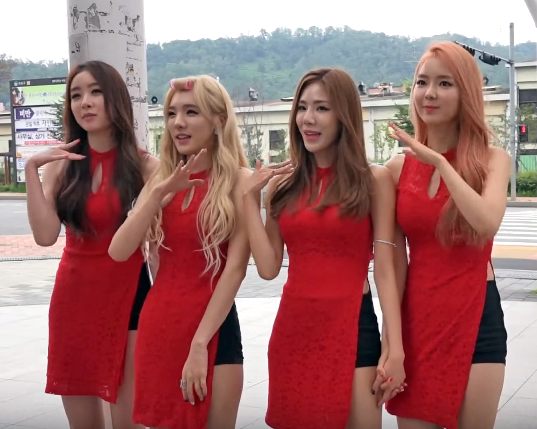
Stellar år 2015

### Album
| Albuminformation                                 | Topplacering          |
| Albuminformation                                 | Sydkorea (Gaon Chart) |
| ------------------------------------------------ | --------------------- |
| Marionette (EP-skiva) - Släppt: 12 februari 2014 | 19                    |
| Sting (EP-skiva) - Släppt: 18 januari 2016       | 13                    |

### Singlar
| År   | Titel         | Topplacering          |
| År   | Titel         | Sydkorea (Gaon Chart) |
| ---- | ------------- | --------------------- |
| 2011 | "Rocket Girl" | 143                   |
| 2012 | "UFO"         | 188                   |
| 2013 | "Study"       | 90                    |
| 2014 | "Marionette"  | 35                    |
| 2014 | "Mask"        | 147                   |
| 2015 | "Fool"        | 132                   |
| 2015 | "Vibrato"     | 97                    |
| 2016 | "Sting"       | 90                    |
| 2016 | "Crying"      | 116                   |